# Brandilanes
Brandilanes es una localidad española del municipio de Fonfría, en la provincia de Zamora y la comunidad autónoma de Castilla y León.

## Etimología
Su nombre podría proceder de la deformación a través del lenguaje del nombre propio Brandinaldo, que se recoge en documentación del reinado de Fernando I de León en el siglo XI.

## Localización
Brandilanes se encuentra situada en la comarca de Aliste, en el oeste de la provincia de Zamora y a unos 48 km de Zamora, la capital provincial. Pertenece al término municipal del Ayuntamiento de Fonfría, del que forma parte como anejo, junto a las localidades de Arcillera, Bermillo de Alba, Castro de Alcañices, Ceadea, Fonfría, Fornillos de Aliste, Moveros y Salto de Castro.
Brandilanes es una pequeña población situada al oeste de Zamora, en la comarca de Aliste. Limita al norte con Fornillos de Aliste, al sur con Castro de Alcañices, al oeste con Portugal y al este con Fonfría.

## Historia
Durante la Edad Media Brandilanes quedó integrado en el Reino de León, cuyos monarcas habrían acometido la repoblación de la localidad dentro del proceso repoblador llevado a cabo en Aliste. Tras la independencia de Portugal del reino leonés, en 1143, la localidad habría sufrido por su situación geográfica los conflictos entre los reinos leonés y portugués por el control de la frontera, quedando estabilizada la situación en Aliste a inicios del siglo XIII, hecho reforzado por la firma del Tratado de Alcañices en 1297.
Posteriormente, en la Edad Moderna, Brandilanes estuvo integrado en el partido de Alcañices de la provincia de Zamora, tal y como reflejaba en 1773 Tomás López en Mapa de la Provincia de Zamora. Así, al reestructurarse las provincias y crearse las actuales en 1833, la localidad se mantuvo en la provincia zamorana, dentro de la Región Leonesa, integrándose en 1834 en el partido judicial de Alcañices, dependencia que se prolongó hasta 1983, cuando fue suprimido el mismo e integrado en el Partido Judicial de Zamora.
Finalmente, en torno a 1850, el antiguo municipio de Brandilanes se integró en el de Fonfría.

## Patrimonio
Es significativo el crucero tallado en granito existente en las afueras del pueblo, del mismo modo que el antiguo pontón que sirve para atravesar la rivera.